# Guillermo Kuitca
Guillermo Kuitca és un artista argentí nascut a Buenos Aires l'any 1961, on treballa i viu. L'obra de Kuitca es troba en col·leccions importants com la Tate Gallery, Anglaterra; The Metropolitan Museum of Art, NovaYork, NY; Hirshhorn Museum i Sculpture Garden, Washington, DC; Albright-Knox Art Gallery, Buffalo, NY i The Daros Collection, Zürich, Suïssa. Kuitca representà Argentina a la Biennale de Venècia de 2007. Recurrent themes of travel, maps, memory, and migration can be found in Kuitca’s work.
Guillermo Kuitca està representat per Hauser & Wirth.
A la dècada de 1980, Kuitca va fer obres que incorporaven imatgeria del teatre. Moltes pintures d'aquest període representaven figures sobre la plataforma d'un escenari teatral, amb títols inspirats sovint en obres de teatre, la literatura i la música.
Més tard, Kuitca va integrar temes d'arquitectura i topografia en la seva obra, com en les sèries “Tablada Suite” El 1992, Kuitca creà les seves primeres obres que incorporaven un llit pintat.

## Mapes
Kuitca és ben conegut pel seu ús de mapes "per a perdre's no per orientar-se".

## Exposicions rellevants
Des de la seva participació en la Biennal de São Paulo el 1989 i a la Documenta de Kassel el 1992, Kuitca ha exposat en els espais d'art més destacats del món. Entre d'altres, a la Whitechapel Art Gallery de Londres (1994-1995), la Fondation Cartier de París (2000), el Centro de Arte Reina Sofía de Madrid (2003), el Museo de Arte Latinoamericano de Buenos Aires (2003) i el Hirshhorn Museum de Washington (2010). La seva obra es troba en col·leccions com el Fonds National d'Art Contemporain de París, el MoMA de Nova York, la Fundació ”la Caixa” de Barcelona, l'Stedelijk Museum d'Amsterdam, la Tate Gallery de Londres, el MARCO de Monterrey, el Reina Sofía de Madrid i el MACBA de Barcelona.